# El amor no acaba
El amor no acaba es el álbum debut de Duelo lanzado el 15 de enero de 2002 bajo el sello de Univision Records, copropiedad de Fonovisa Records. 
Es el primer álbum bajo el nombre de Duelo, y a su vez su cuarta producción discográfica en su carrera musical añadiendo los álbumes Si acaso me escuchas, Duelo Norteño y Duelo Norteño II.

## Lista de canciones
| N.º   | Título                          | Letras                                | Duración |  |
| 1.    | «El Amor No Acaba»              | Oscar Iván Treviño                    | 3:39     |  |
| 2.    | «Amiga Soledad»                 | Oscar Iván Treviño                    | 3:02     |  |
| 3.    | «Sigue Soñando»                 | Oscar Iván Treviño                    | 2:55     |  |
| 4.    | «Quise»                         | Oscar Iván Treviño Reynaldo Rodriguez | 3:03     |  |
| 5.    | «¿Qué Hubiera Sido De Mi Vida?» | Oscar Iván Treviño                    | 3:14     |  |
| 6.    | «Viviendo En Mi»                | Oscar Iván Treviño                    | 3:55     |  |
| 7.    | «Y Me Quedé Suspirando»         | Oscar Iván Treviño                    | 3:19     |  |
| 8.    | «Si Tu La Vieras»               | Oscar Iván Treviño Reynaldo Rodriguez | 2:54     |  |
| 9.    | «¿Cómo Evitar?»                 | Oscar Iván Treviño                    | 3:29     |  |
| 10.   | «¿Qué Te Pasa?»                 | Josué Contreras                       | 2:42     |  |
| 11.   | «Es Muy Raro Que Vuelva»        | Oscar Iván Treviño                    | 3:20     |  |
| 12.   | «Acostumbrandome»               | Oscar Iván Treviño                    | 4:16     |  |
| 39:58 |                                 |                                       |          |  |